# Drapetomanie

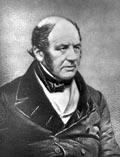
Samuel A. Cartwright (1793–1863)

Drapetomanie (gr. δραπέτης, drapétes, „Entflohener“ + μανία, manía, „Wahn“) bezeichnete im 19. Jahrhundert den Drang von Sklaven, aus der Gefangenschaft zu fliehen, und galt als psychische Krankheit. Der amerikanische Arzt Samuel A. Cartwright prägte den Begriff im Jahr 1851. Die Beschreibung der Drapetomanie gilt heute als Beispiel für rassistisch begründete Pseudowissenschaft und Rassismus in der Medizin sowie als Anlass für Psychiatriekritik.

## Geschichte
In seinem Aufsatz Diseases and Peculiarities of the Negro Race (1851) beschrieb der Arzt Samuel A. Cartwright – neben weiteren „Sklavenkrankheiten“ wie der „Dysaesthesia aethiopica“, die krankhafte Faulheit bezeichnete – erstmals die drapetomania als „disease causing negroes to run away“ und mögliche Vorbeugungsmaßnahmen.
Präventivmaßnahmen bestanden etwa darin, „Symptome“ wie Unzufriedenheit rechtzeitig zu erkennen und entweder deren Ursachen zu beseitigen oder sie durch Züchtigung „auszutreiben“.
Das Brockhaus-Jahrbuch zum Conversations-Lexikon griff den Begriff und Cartwrights Veröffentlichung 1862 auf:

„Es kommen häufig Fluchtfälle vor, für welche kein unmittelbares Motiv aufzufinden, da der Sklave gut behandelt, wohl genährt und auch nicht durch Arbeit überbürdet wird [...]. Man führt diese Thatsache häufig an, um die Undankbarkeit und Verdorbenheit der afrikanischen Rasse zu beweisen. Ich möchte aber vermuthen, im Fall sich kein anderer Grund finden läßt, daß es der natürliche Instinct der Freiheit in einem Menschen ist, der launenhaft wie die wilden Triebe der Hausthiere und Vögel sich geltend macht.
Ja, der gelehrte Dr. Cartwright von der Universität Louisiana meint, daß Sklaven einer eigenthümlichen Form von geistiger Störung unterworfen sind, welche er Drapetomanie nennt und die sich, wie die Krankheit mancher Katzen, in einem unwiderstehlichen Drange davonzulaufen manifestirt. In einer im Süden sehr geachteten Schrift [...] versichert jener Arzt, daß unter strenger Benutzung medicinischer Rathschläge dieser störenden Manie des Davonlaufens [...]  ganz vorgebeugt werden könne. Die Symptome und die gewöhnliche empirische Heilmethode gegen die Krankheit seien folgende: Bevor [Sklaven] davongehen, werden sie, falls sie nicht einen Schrecken hatten, mürrisch und unzufrieden. Die Ursache dieses Mürrisch- und Unzufriedenseins müsse entfernt werden, sonst verfallen sie der Flucht [...]. Falls aber keine Ursache vorhanden, so gehe der Rath derjenigen, welche die meiste Erfahrung in der Drapetomanie besitzen, dahin, die Manie [...] ‚auszupeitschen‘ ...“

Der Ausdruck wurde bis in die 1960er Jahre hinein noch zur Pathologisierung des Verhaltens absentistischer Jugendlicher verwendet.

## Kritik
Die Erfindung des Krankheitsbildes der Drapetomanie mit der Pathologisierung des natürlichen Freiheitsdrangs gilt heute als ein Beispiel rassistisch motivierter Pseudowissenschaft.
Zudem dient sie einer allgemeinen Psychiatriekritik als Grundlage, etwa in Thomas Szasz' Werk Geisteskrankheit – ein moderner Mythos?. Die Drapetomanie wird dabei in eine Reihe mit weiteren pseudowissenschaftlichen historischen Diagnosen wie der „Hysterie“ gestellt.

### Forschungsliteratur
- Phoenix Savage-Wiseman: Drapetomania. In: Rodriguez, Junius P.: Encyclopedia of Slave Resistance and Rebellion. Westport (CT)  2007, S. 171–172.